# توفيق موساييف
توفيق موساييف (مواليد 15 ديسمبر 1989) هو مُقاتل فنون قتالية مختلطة أذربيجاني، يُنافس في فئة الوزن الخفيف في يو إف سي.

## وصلات خارجية
- توفيق موساييف على موقع شيردوغ (الإنجليزية)
- توفيق موساييف على موقع Tapology.com (الإنجليزية)